# Phelipanche arenaria
Phelipanche arenaria är en snyltrotsväxtart som först beskrevs av Moritz Moriz Balthasar Borkhausen, och fick sitt nu gällande namn av Auguste Nicolas Pomel. Phelipanche arenaria ingår i släktet Phelipanche och familjen snyltrotsväxter. Inga underarter finns listade i Catalogue of Life.